# Martin Koch
Martin Koch (Villach, 22 januari 1982) is een Oostenrijkse schansspringer.
In 2006 werd hij tijdens de Olympische Spelen in Turijn teamkampioen van de grote schans samen met zijn collega's Andreas Widhölzl, Thomas Morgenstern en Andreas Kofler.
| Logo van de Olympische Spelen | Goud | Zilver | Brons | Logo van de Olympische Spelen |
|                               | 1    | 0      | 0     |                               |